# Ache

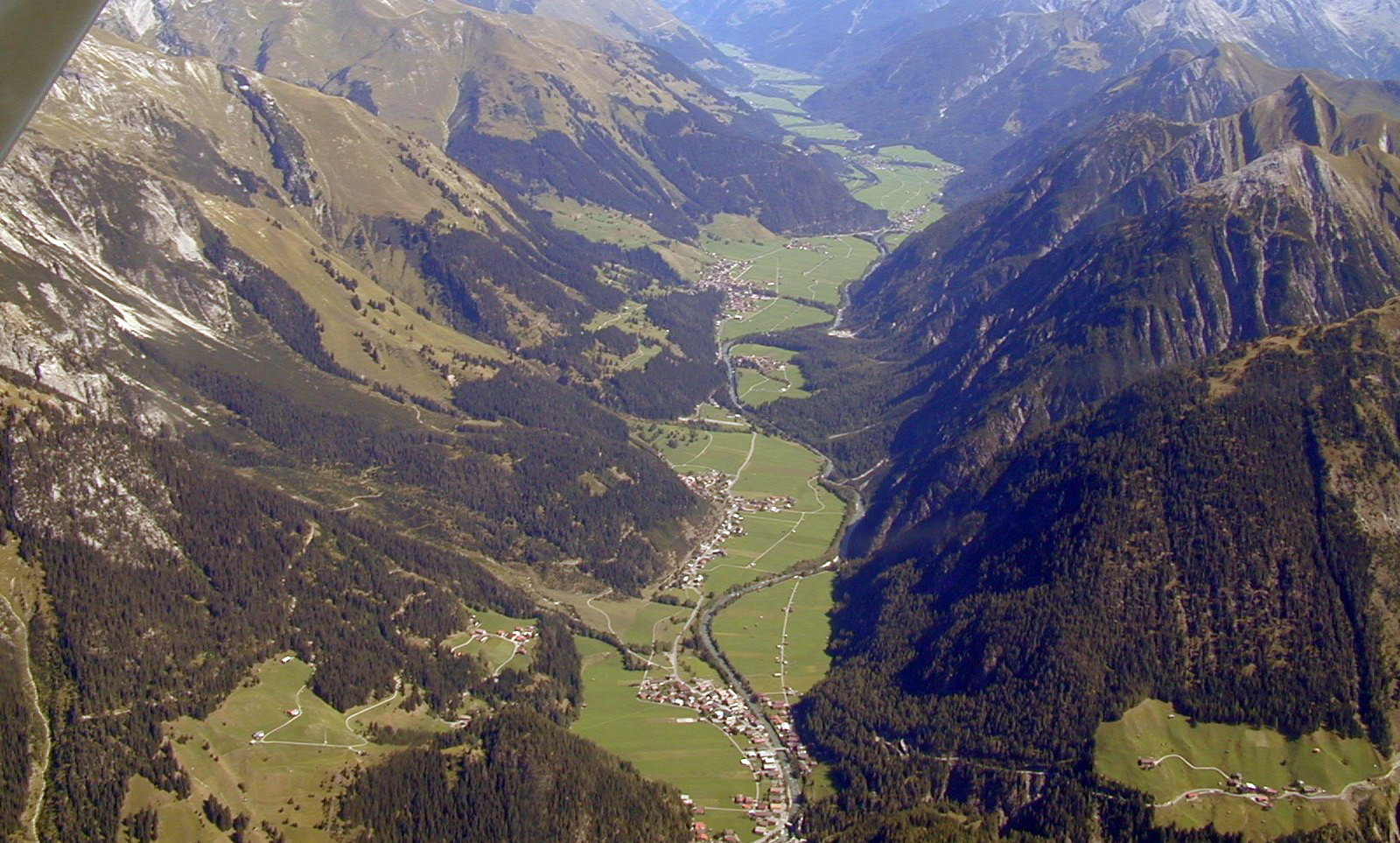
Oberer Lech, eine prototypische Ache im Trogtal (Alpen)

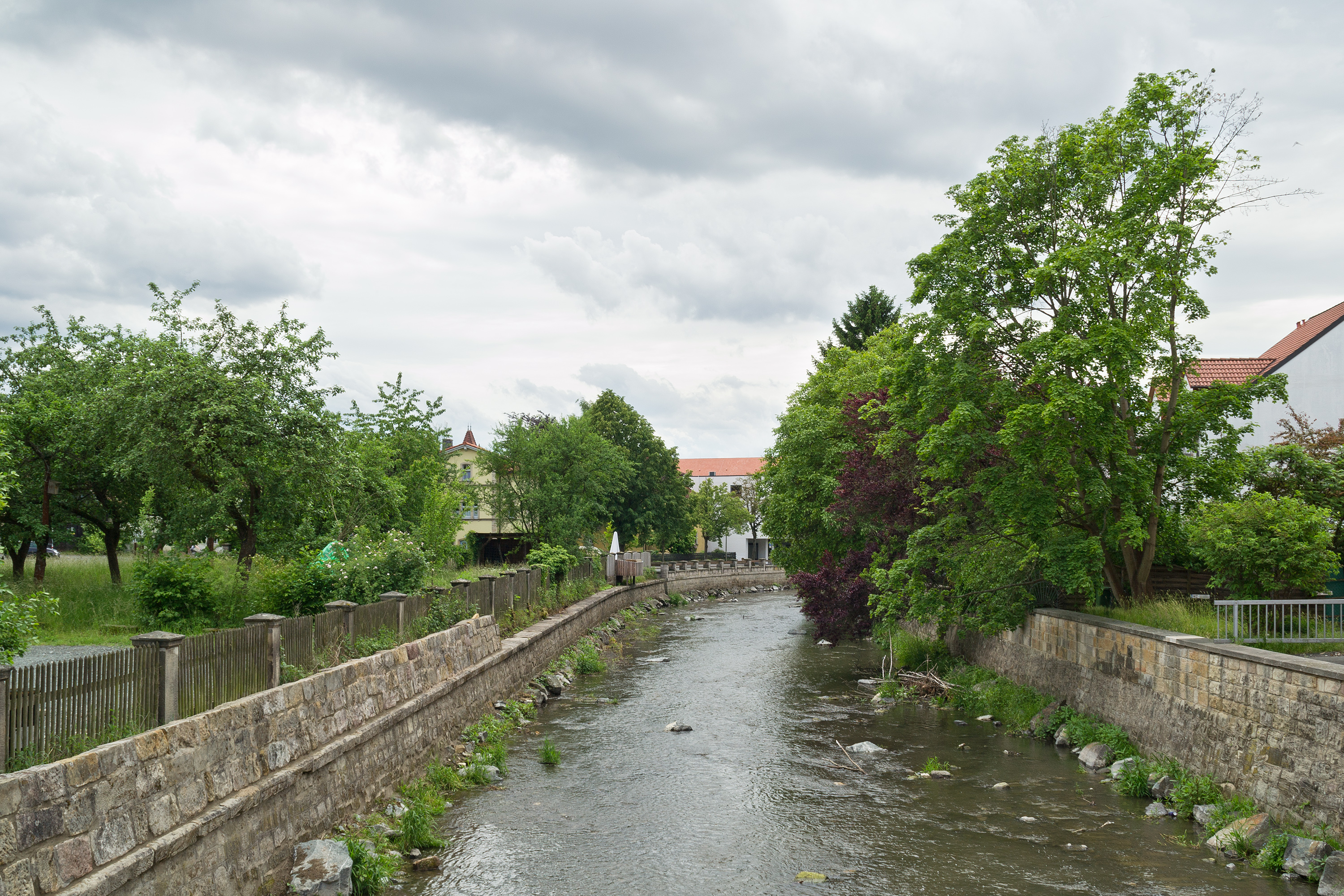
Kronach, Oberfranken, Mittelgebirgsfluss

Ache (ⓘ), Achen ist ein Flussname (Hydronym), der im Alpenraum, aber auch in Südwestdeutschland häufig auftaucht. Die Namensendung -ach kommt überwiegend im alemannischen und bairisch-österreichischen Sprachraum vor. Zusammen mit Abwandlungen wie -a, -aa, -ohe ist das Wort allgemeines deutschsprachiges Namensgut. Unter einer „Ache“ wird in der Regel ein nicht schiffbares größeres Fließgewässer verstanden.

## Etymologie
Ache stammt ab von althochdeutsch aha ‚Fließgewässer‘, urgermanisch *ahwō, wie auch niederländisch Aa, saterfriesisch äi, nordfriesisch ia und schwedisch/dänisch/norwegisch å. Das Wort ist urverwandt mit lateinisch aqua.
Wurzelverwandt ist das Wort Aue ahd. ouwa ‚Insel‘, mittelhochdeutsch ouwe für ‚wasserumflossenes Land, Flussinsel, feuchter Grund, Feuchtwiese, Flussaue, Auwaldland‘, as. ôia und an. ey, von *awjō, mit einem -j-haltigen Suffix.

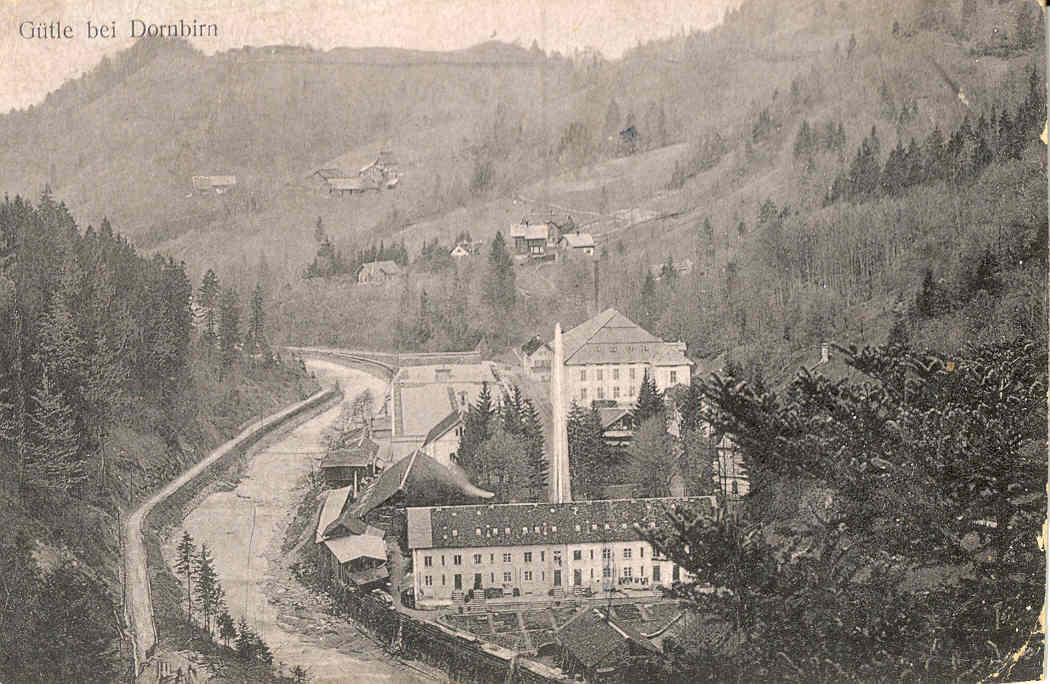
Dornbirn-Gütle an der Dornbirner Ach (um 1900), mittig das Wehr der Textilfabrik

In seinem Verbreitungsgebiet wird Fluss, Ache und Bach ziemlich klar unterschieden:
- Fluss nennt man ein schiffbares Gewässer
- Ache ein breites Gewässer mit regelmäßiger Wasserführung und deutlichem Gefälle als Mittelgebirgsbach oder in Trogtälern der Alpen.
- Bach ein kleines Fließgewässer jeglicher Art

Ein wenig typisches Beispiel ist die Salzach, die unstrittig als „Fluss“ zu bezeichnen ist. Sie hieß allerdings bis nach 1800 allgemein „Salza“ und war zwischen Hallein und der Mündung in den Inn in fürsterzbischöflicher Zeit ein wichtiges schiffbares Gewässer, das nicht nur mit Flößen befahren werden konnte. In der darauf folgenden Zeit der k.k. Monarchie war die Schifffahrt auf der Salza – nun Salz-ach genannt – dann aber nur mehr von geringer Bedeutung. Auch ihre Nebenflüsse sind streng nach Ache und Bach getrennt. Eine Ache treibt typischerweise viele Wassermühlen an, die häufig im Abstand weniger hundert Meter aufeinander folgen oder im Gebirge in noch geringeren Abständen.
Eine weitere spezifische Eigenschaft als Mittelgebirgsbach zeigt sich am Achensee und seinem Abfluss, dem Achen Bach: Das Wort bezieht sich hier insbesondere auf das klare und sehr saubere Wasser.
Insgesamt zeigt sich die Ache hierbei als „urbare Bachlandschaft“, die der Besiedlung, Kultivierung und Nutzbarmachung zugänglich ist.

### Abgrenzung
Während die Namen auf -bach der hochmittelalterlichen Landnahme zuzuordnen sind, sind die -ach-Namen auf eine deutlich frühere Sprachschicht zurückzuführen (Verkehrswege der Völkerwanderungszeit, germanische Besiedlungsphasen). Allgemein gilt als Abgrenzung zwischen den -ach und den -bach-Namen etwa das Ende des 12. Jahrhunderts.
Nicht alle -ach-Namen gehen auf althochdeutsch aha ‚Fließgewässer‘ zurück.
- Viele Ortsnamen im Süden des deutschen Sprachgebiets, die auf -ach enden, weisen das galloromanische Suffix -akos, -acum auf, das eine Zugehörigkeit, ein Besitztum zum Ausdruck bringt. So bedeutet Bülach ‚Landgut des Pullius‘, Erlach ‚Landgut des Cyrillius‘ oder Zurzach ‚Landgut des Orcius (oder Turcius)‘.[2]
- Im bairischen und alemannischen Raum können ach-Namen auch auf das althochdeutsche Kollektivsuffix -ahi, mittelhochdeutsch -ach, zurückgehen, das bei Siedlungs- und Hofnamen vor allem in Verbindung mit Pflanzen steht[1] (vergleiche hierzu die jiddische Pluralbildung der Diminutive wie in Schtetl ‚Städtchen‘, Pl. Schtetlech[3]). Solche Namen datieren sicher vor etwa dem 13. Jahrhundert.[1] Als Beispiel steht Birkach (Gemeinde Höhnhart, Oberösterreich) in der Bedeutung ‚Birkenwald‘.[4]
- Weitere ach-Namen setzen einen slawischen Lokativ fort: Zmöllach, Steiermark (ein Ort in Höhenlage), in einer Urkunde von 1300 Zmolowe, zu slawisch *smolova, *smolnja ‚wacholderreiche Gegend‘ (wie slowenisch smola ‚Harz, Pech‘),[5] auch Sollingen (Gemeinde Aspach, OÖ), ein unechter -ing-Name, mhd. als *salhach ‚Salweidenwald‘ zu salhe ‚Salweide‘.[6]

### Namensvarianten
- Ach, Aach – das Wort kommt auch in Zusammensetzungen mit -ach vor
- Achen – historisch gesehen eine alte Flexionsform (Dativ Singular)
- Ohe zeigt sich als Variante in Niederbayern
- Aa ist niederdeutsch und schweizerdeutsch, siehe Liste der Gewässer mit Aa, Aabach, Aasee
- -a kann auch Verkürzung von aha sein

Ahr, Aar, Acher ist keltischen Ursprungs und allenfalls indogermanisch verwandt mit dem germanischen Wort.
Orts- und Flurnamen:
Daneben ist die Silbe auch häufiger Bestandteil von Ortsnamen – für Orte, die an Achen oder mühlentauglichen Fluss- oder Bachabschnitten gelegen sind, aber auch in Flussauen – und zahllosen Flurnamen. Dadurch geht der Name natürlich auch auf zahlreiche Familiennamen über. Das Wortbildungselement ist nicht zu verwechseln mit Au, -au, Aue.
In anderen Sprachen:
- Englische Endung -ow, -owe
- Die französische Entsprechung zu -ach wäre aix (zum Beispiel Aix-en-Provence, Aix-les-Bains „Badebach“, sowie Aix-la-Chapelle – der französische Name für Aachen)
- Im Italienischen: -acco (z. B. Premariacco, Remanzacco, Tavagnacco in der Region Friaul-Julisch Venetien).

## Beispiele

### Flüsse namens Ache(n)
- Zum Rhein:
  - Ache zur Saar in Lothringen

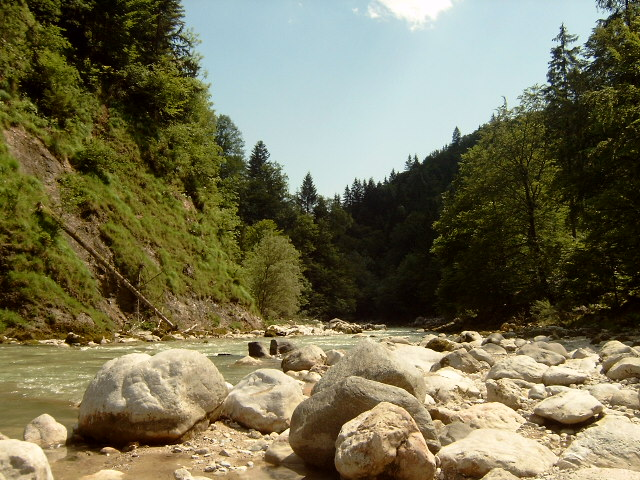
Die Brandenberger Ache in Tirol

  - Acher aus dem nördlichen Schwarzwald
  - Bregenzer Ach, Dornbirner Ach, Linzer Aach, Stockacher Aach, Radolfzeller Aach, Zuflüsse des Bodensees
  - Fellach, rechter Zufluss der Aura
  - Wutach bzw. Gutach
- Zur Donau:
  - Kinsach
  - Pielach, Bielaha setzt sich aus dem altslawischen bela, das bedeutet die Weiße, und dem bayerischen aha für Ache zusammen.
- Zur Drau:
  - Vellach, Nebenfluss der Drau
- Zur Isar:
  - Leutascher Ache
  - Ache, auch Seeache
- Zum Inn:
  - Rohrdorfer Achen (mit ihrerseits den Oberläufen: Thalkirchner Achen, Antworter Achen) – Zufluss bei Stephanskirchen im bayrischen Inntal
  - Ötztaler Ache, Brandenberger Ache, Wildschönauer Ache, Kelchsauer Ache mit Brixentaler Ache, Weißache – Nebenflüsse im Tiroler Inntal
  - Ach (Beinamen: Mühlheimer Ache, Waldzeller Ache), mit der Mettmacher Ache
- Über Chiemsee und Alz zum Inn
  - Großache (in Tirol: im Oberlauf Jochberger Ache/Kitzbühler Ache, im Mittellauf Großache, dann Kössener Ache, im bayerischen Unterlauf Tiroler Achen) mit Aschauer/Reither Ache, Fieberbrunner Ache
  - Bernauer Achen
- Über Sur und Salzach zum Inn
  - Oberteisendorfer Ache
- Zum Regen:
  - Miethnach
- Zur Salzach:
  - Krimmler Ache, Stubache, Kapruner Ache, Fuscher Ache, Rauriser Ache, Gasteiner Ache – Zuflüsse im Pinzgau und Pongau
  - Berchtesgadener Ache, mit Königsseer Ache, Ramsauer Ache und Bischofswieser Ache
  - Götzinger Achen, der Abfluss des Waginger Sees
- Zur Traun:
  - Zu- und Abflüsse des Mondsee: Zeller Ache, Fuschler Ache/Griesler Ache, Wangauer Ache, Seeache
- Zur Vils:
  - Faule Ache

### Flüsse mit dem Suffix -ach
Ferner gibt es eine Anzahl an Flüssen und großen Bächen, deren Name auf -ach endet. Beispiele sind etwa
die Salzach (zum Inn), die Wertach (zum Lech), die Loisach (zur Isar), die Saalach (zur Salzach), die Wutach (zum Rhein), die Kainach (zur Mur; jedoch auch andere Etymologie möglich) und die Brigach (Quellfluss der Donau). Von diesem Namenstyp kommen etwa Schwarzach, Weißach und Aurach etliche Male vor.
Hinweis: Die Salzach hieß dabei bis nach dem Jahr 1800 stets „Salza“, die Saalach „Saala“. Erst im 19. Jahrhundert wurden diese Namen zu Salzach und Saalach umgedeutet.